# Бендзин-Място
Бендзин-Място (пол. Będzin Miasto, Бендзин Город) — остановочный пункт железной дороги в городе Бендзин, в Силезском воеводстве Польши. Имеет 2 платформы и 2 пути.
Остановочный пункт на линии Варшаво-Венской железной дороги был построен под названием «Старо-Бендзин» (польск. Staro-Będzin) в 1859 году, когда эта территория была в составе Царства Польского. Нынешнее название пункт носит с 1923 года. Теперешнее здание вокзала построили в 1931 году.